# Littenheim
Littenheim ist eine französische Gemeinde mit 302 Einwohnern (Stand 1. Januar 2021) im Département Bas-Rhin in der Region Grand Est (bis 2015 Elsass).

## Geografie
Das Dorf liegt in der Oberrheinischen Tiefebene rund zwölf Kilometer östlich von Saverne.

## Geschichte
1337 gelangte Littenheim als Teil der Mitgift anlässlich der Heirat von Elisabeth von Geroldseck mit Heinrich III. von Lichtenberg an die Herrschaft Lichtenberg. Littenheim war Hauptort der Büttelei Littenheim. Bei den beiden Landesteilungen der Herrschaft Lichtenberg, die um 1330 und im Jahr 1335 stattfanden, wird Littenheim als Bestandteil dieser Herrschaft genannt. Es wird dabei dem Landesteil der „mittleren Linie“, den Nachkommen Ludwigs III. von Lichtenberg, zugeteilt. Im 15. Jahrhundert wird es nicht mehr als Teil der Herrschaft Lichtenberg geführt.

### Bevölkerungsentwicklung
| 1962 | 1968 | 1975 | 1982 | 1990 | 1999 | 2006 | 2017 |
| ---- | ---- | ---- | ---- | ---- | ---- | ---- | ---- |
| 232  | 253  | 253  | 266  | 247  | 220  | 269  | 286  |

## Persönlichkeiten
- Lucien Braun (1923–2020), Philosophiehistoriker und Hochschullehrer